# SMS Brandenburg
El SMS Brandenburg (epónimo de la provincia prusiana de Brandeburgo) fue el primer acorazado oceánico de la Kaiserliche Marine, líder de la clase Brandenburg de acorazados  pre-dreadnought.
Fue construido en 1890, con un coste de 9,3 millones de marcos. El Brandenburg resultaba obsoleto al comienzo de la Primera Guerra Mundial, por lo que únicamente sirvió con capacidad limitada durante el conflicto en la Armada Imperial Alemana, inicialmente como buque de defensa costera, pero su labor fundamental fue la de buque cuartel. Tras la contienda, el Brandenburg fue desguazado en el puerto de Danzig en 1920.

## Historial de servicio

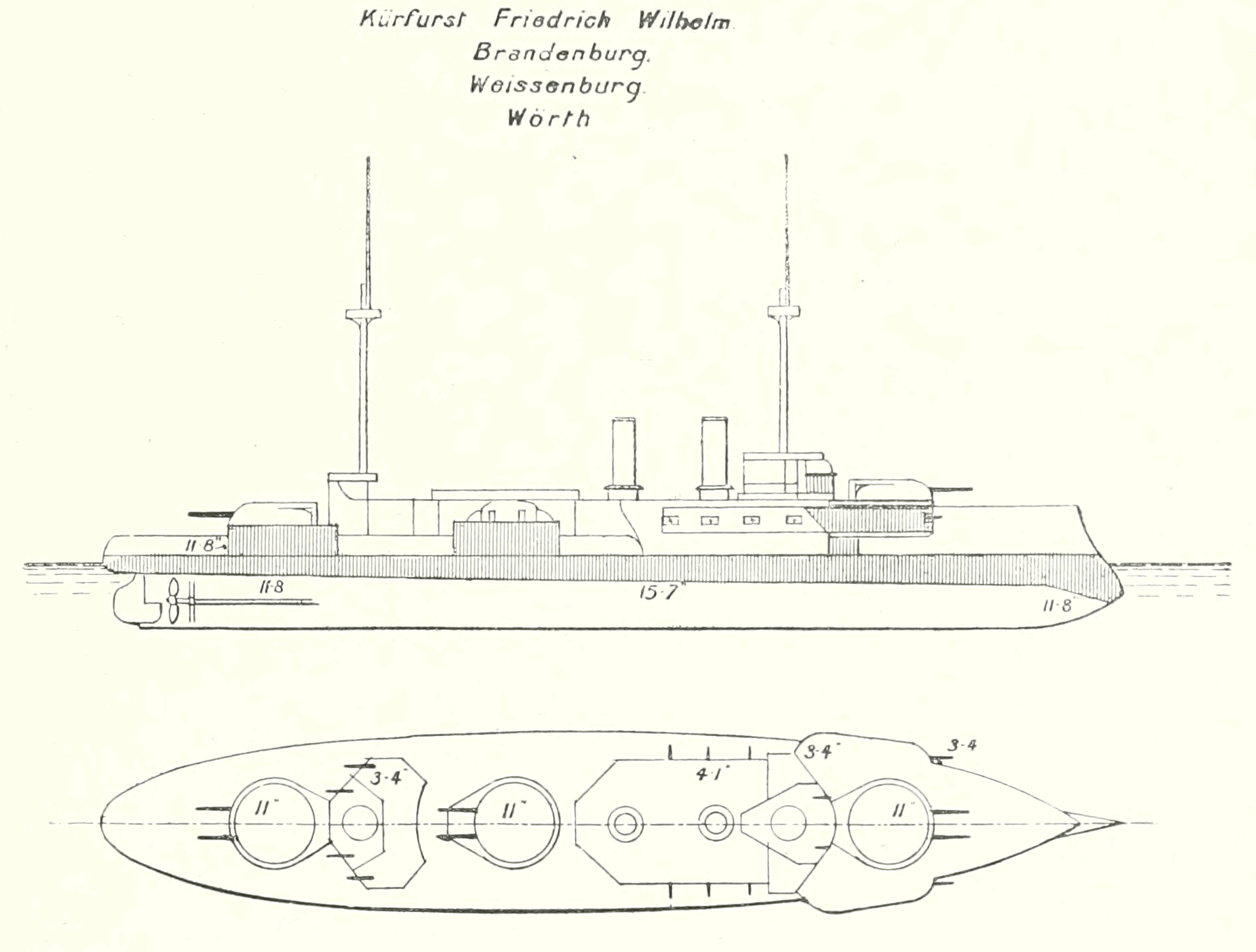
Diagrama de los buques de la clase Brandenburg.

Durante sus pruebas bajo el mando del capitán Felix von Bendemann, el 16 de febrero de 1894 explotó una de sus tuberías de vapor mientras estaba en puerto. El accidente mató a 25 hombres de la tripulación y a 18 trabajadores de los astilleros.
Tras ser dado de alta, el SMS Brandenburg fue asignado a la I División del I Escuadrón de Combate junto a sus gemelos. La I Escuadra constaba además de las cuatro obsoletas fragatas blindadas de la clase Sachsen  de la II División, que entre 1901-1902 fueron reemplazadas por los nuevos acorazados de la clase Kaiser Friedrich III.

### Levantamiento de los bóxers

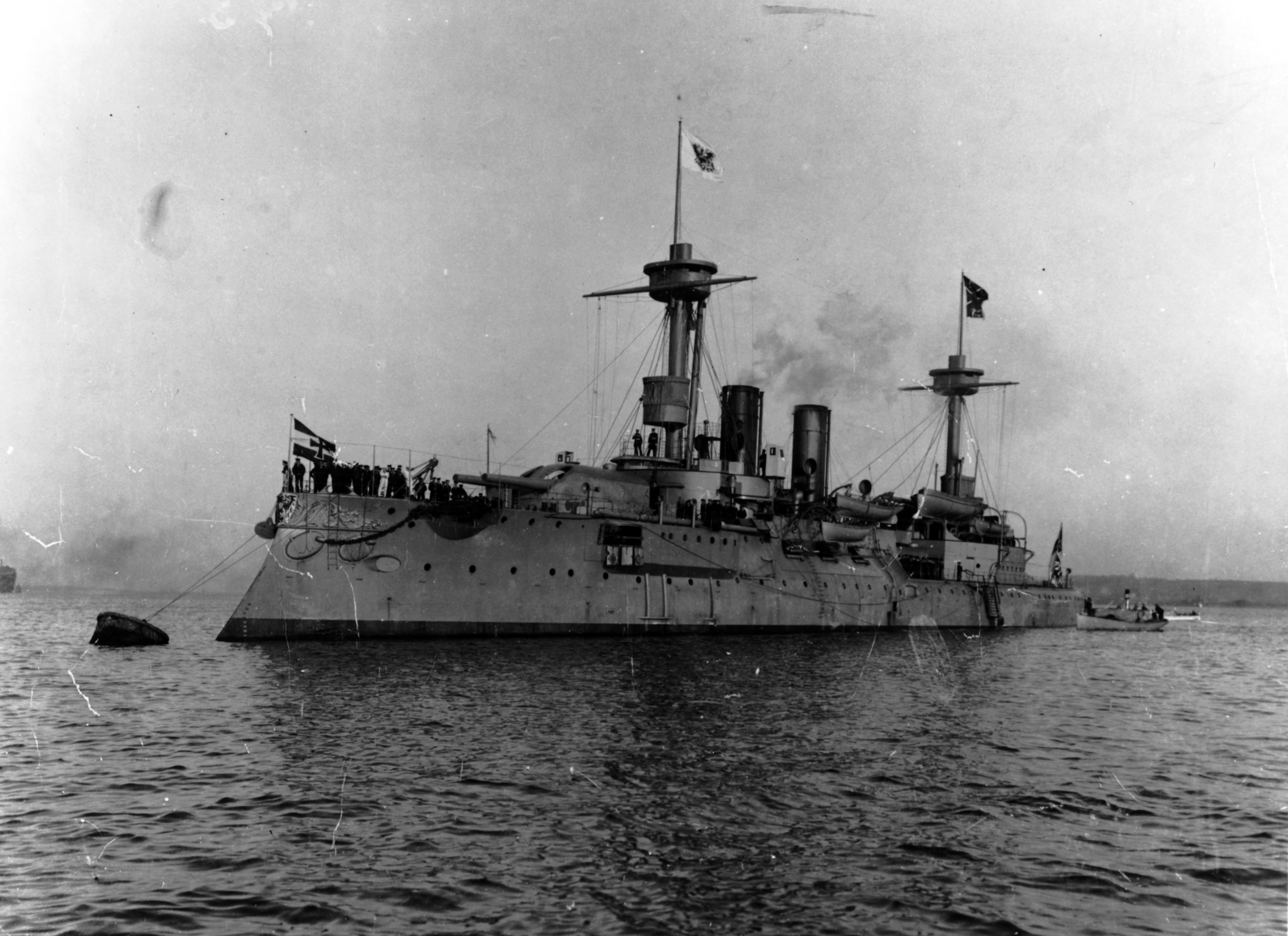
El SMS Brandenburg fotografiado entre 1895 y 1899.

En 1900, el SMS Brandenburg, como parte de la II División del I Escuadrón de Combate, fue desplegado junto con sus tres gemelos en China durante el levantamiento de los bóxers, aunque no participó en ningún combate. La II División permaneció estacionada en el Lejano Oriente hasta agosto de 1901, cuando retornó a Wilhelmshaven, Alemania. El Brandenburg fue modernizado entre 1903 y 1904, y volvió a estar activo en abril de 1905. Sin embargo, quedó rápidamente obsoleto tras la aparición del HMS Dreadnought en 1906.

### Primera Guerra Mundial
Al inicio de las hostilidades en la Primera Guerra Mundial, el Brandenburg servía en el V Escuadrón y fue asignado como buque de defensa costera, aunque en diciembre de 1915 fue dado de baja y destinado a tareas de cuartel flotante. Su armamento principal le fue retirado y transferido al Imperio otomano, que pocos años antes había adquirido sus gemelos Kurfürst Friedrich Wilhelm y Weißenburg. En mayo de 1919, el Brandenburg fue dado de baja en la Reichsmarine y vendido para desguace.

### Buques de la clase
- SMS Wörth
- SMS Kurfürst Friedrich Wilhelm
- SMS Weißenburg

### Listas relacionadas
- Anexo:Acorazados
- Anexo:Clases de acorazado
- Anexo:Acorazados de Alemania